# Хайдарова, Бибисара
Бибисара Хайдарова (1920, Курган-Тюбе — неизвестно) — советская колхозница. Герой Социалистического Труда (1947).

## Биография
Бибисара Хайдарова родилась в 1920 году в кишлаке в окрестностях города Курган-Тюбе Бухарского эмирата (сейчас Бохтар в Хатлонской области Таджикистана). По национальности таджичка.
Рано оставшись без отца, стала работать в местном колхозе «Карвани Сурх» (позже колхоз имени Тельмана Куйбышевского района) в долине Вахша. В начале 1938 года была выбрана звеньевой. Взяв социалистическое обязательство собрать 30 центнеров хлопка с гектара, в 1939 году звено Хайдаровой собрало 44 центнера с гектара. Этот результат стал самым высоким среди хлопкоробов Вахшской долины. За это достижение 17 октября 1939 года была награждена орденом Ленина.
Была застрельщиком движения 50-центнеровиков в районе, которое поддержали во всей Таджикской ССР и которое затем в течение пяти лет превратилось в движение 100-центнеровиков.
В середине 1940-х годов звено Хайдаровой продолжало показывать высокие результаты: в 1944 году оно собирало 89 центнеров хлопка с гектара, а в 1945—1946 годах с 5 гектаров собирала в среднем по 102 центнера.
19 марта 1947 года Указом Президиума Верховного Совета СССР за получение высоких урожаев в 1946 году удостоена звания Героя Социалистического Труда с вручением ордена Ленина и золотой медали «Серп и Молот».
В 1946—1950 годах была депутатом Верховного Совета СССР 2-го созыва.
О дальнейшей жизни данных нет.
Награждена орденом «Знак Почёта», медалями.